# Xã Grant, Quận Grundy, Iowa
Xã Grant (tiếng Anh: Grant Township) là một xã thuộc quận Grundy, tiểu bang Iowa, Hoa Kỳ. Năm 2010, dân số của xã này là 1.739 người.